# Список Народных героев Югославии/Ц
В настоящем списке в алфавитном порядке представлены все Народные герои Югославии, чьи фамилии начинаются с буквы «Ц» (всего 11 человек). В списке указаны даты присвоения звания и даты жизни Героев.
- Серым цветом в таблице выделены Герои, награждённые орденом Народного героя посмертно.

## Список Народных героев Югославии, фамилии которых начинаются с «Ц»
| № п/п | Фото | Фамилия, Имя        | Дата присвоения звания | Годы жизни                         |
| ----- | ---- | ------------------- | ---------------------- | ---------------------------------- |
| 1195  |      | Цар, Никола         | 14 декабря 1949        | 1 января 1910 — 5 июля 1942        |
| 1196  |      | Цар, Перо           | 23 июля 1953           | 2 апреля 1920 — 15 ноября 1985     |
| 1197  |      | Цветко, Вечеслав    | 16 июля 1951           | 1917 — октябрь 1941                |
| 1198  |      | Цветкович, Мариян   | 27 ноября 1953         | 13 октября 1920 — 12 сентября 1990 |
| 1199  |      | Цвиетич, Никола     | 27 ноября 1953         | 1913—1991                          |
| 1200  |      | Цвиткович, Миленко  | 22 июля 1949           | 18 марта 1914 — 1 июня 1943        |
| 1201  |      | Церович, Драган     | 10 июля 1953           | 1919—1942                          |
| 1202  |      | Церович, Комнен     | 27 ноября 1953         | 1916—2000                          |
| 1203  |      | Цетинский, Андрей   | 27 ноября 1953         | 30 ноября 1921 — 25 октября 1997   |
| 1204  |      | Циповский, Тодор    | 5 июля 1951            | 16 ноября 1920 — 19 сентября 1944  |
| 1205  |      | Црвенковский, Крсте | 27 ноября 1953         | 16 июля 1921 — 21 июля 2001        |